# Eugen Bulbuc
Eugen Bulbuc (n. 1872, Ciortești – d. 1949, Bârlad) a fost un muzician român.

## Biografie
S-a născut în anul 1872, în comuna Ciortești, Iași, la acea vreme parte din județul Vaslui. Tatăl său, preot, a murit pe când el avea 7 ani. Este luat în grijă de Episcopul Hușilor din acea vreme, care mai târziu, îl dă la seminar. La vârsta de 19 ani este admis la Conservatorul de muzică și artă dramatică din București. Peste 6 ani, ajunge profesor de muzică la Liceul Gheorghe Roșca Codreanu din Bârlad. În 1901 se căsătorește cu institutoarea Eufrosina Colescu, fiica profesorului preot Colescu, de la Academia Mihăileană Iași.
În 1902, înființează la Bârlad, Societatea Muzicală Armonia, proiect în care primește sprijin financiar din partea Clotildei Colonel Averescu, o bârlădeancă înstărită și director de școală. Armonia susține la Arenele Romane din București o serie de concerte pentru care este răsplătită cu medalia de aur, diploma de onoare și placheta de colaborator.
Eugen Bulbuc a condus timp de 35 de ani, corul Bisericii Domneasca. A pregătit și condus corul și orchestra Liceului Codreanu, care, ani la rând a obținut importante premii la concursurile muzicale.
Se stinge din viață în anul 1949 și este înmormântat în cimitirul Eternitatea.
Casa familiei Bulbuc, aflată în Bârlad, pe Bulevardul Epureanu nr. 25, a fost declarată monument istoric și înscrisă pe Lista monumentelor istorice din județul Vaslui, Cod LMI VS-II-m-B-06730, sub denumirea Casa Bulbuc, azi Casa Boghiu și Dumitrașcu. Aici au fost găzduiți, în timpul vieții muzicianului, numeroase personalități și oameni de cultură: Alexandru Vlahuță, George Stephănescu (întemeietorul Operei Române), George Enescu, Barbu Ștefănescu Delavrancea, Nicolae Iorga, Victor Ion Popa, cântăreața de operă Elvira Popescu.